# Округ Понд Ореј (Вашингтон)
Панд Ореј (енгл. Pend Oreille County) је округ у америчкој савезној држави Вашингтон.

## Демографија
По попису из 2010. године број становника је 13.001, што је 1.269 (10,8%) становника више него 2000. године.
| Група             | 2000.          | 2010.          |
| Белци             | 10.821 (92,2%) | 11.677 (89,8%) |
| Афроамериканци    | 17 (0,1%)      | 52 (0,4%)      |
| Азијати           | 74 (0,6%)      | 73 (0,6%)      |
| Хиспаноамериканци | 241 (2,1%)     | 391 (3,0%)     |
| Укупно            | 11.732         | 13.001         |